# فيل هاردينغ
فيل هاردينغ (بالإنجليزية: Phil Harding)‏ هو محرر الصوت بريطاني، ولد في القرن العشرين.